# Všechno nebo nic (album, Katapult)
Všechno nebo nic je sedmé studiové album české rockové skupiny Katapult, které vyšlo v roce 2005 u Monitor-EMI. Jedná se o poslední studiové album na kterém se skupina podílela v původním složení. Album obsahuje český a anglický cover písně "All or Nothing“ od skupiny The Small Faces, dále obsahuje gratulační verzi písně „Až“ pod upraveným názvem „Až…2006!“, na které vokálně přispělo několik hostů.

## Seznam skladeb
| Pořadí | Název                   | Autor                             | Délka |
| ------ | ----------------------- | --------------------------------- | ----- |
| 1.     | Všechno nebo nic        | (Lane/Marriott, český text: Říha) | 4:13  |
| 2.     | To mi tedy věř          | (Říha/Říha)                       | 3:52  |
| 3.     | Drtič...                | (Říha/Říha)                       | 3:59  |
| 4.     | Šišatý bugy             | (Říha/Říha)                       | 4:22  |
| 5.     | Láska je ztracená hra   | (Říha/Říha)                       | 3:48  |
| 6.     | Spím sám                | (Říha/Fanánek)                    | 3:28  |
| 7.     | Blues o výkladní skříni | (Říha/Žáček)                      | 3:46  |
| 8.     | Zavraždil jsem lásku    | (Kahovec/Plicka)                  | 4:56  |
| 9.     | Živýho mě nedostanou    | (Říha/Vukovič)                    | 4:33  |
| 10.    | Až…2006!                | (Říha/Vostárek)                   | 2:48  |
| 11.    | All or Nothing          | (Lane/Marriot)                    | 3:52  |

## Obsazení
Katapult
- Oldřich Říha – kytara, zpěv
- Jiří „Dědek“ Šindelář – baskytara, doprovodný zpěv
- Anatoli Kohout – bicí, doprovodný zpěv

Hosté
- Jožo Ráž – zpěv
- Miroslav Žbirka – zpěv

- Josef Vojtek – zpěv
- Vladimír Šafránek – zpěv
- Peter „Kuko“ Hrivňák – zpěv
- Lou Fanánek Hagen – zpěv
- Martin Ďurinda – zpěv